# Universitetsbyggnaden i Vasaparken, Göteborg

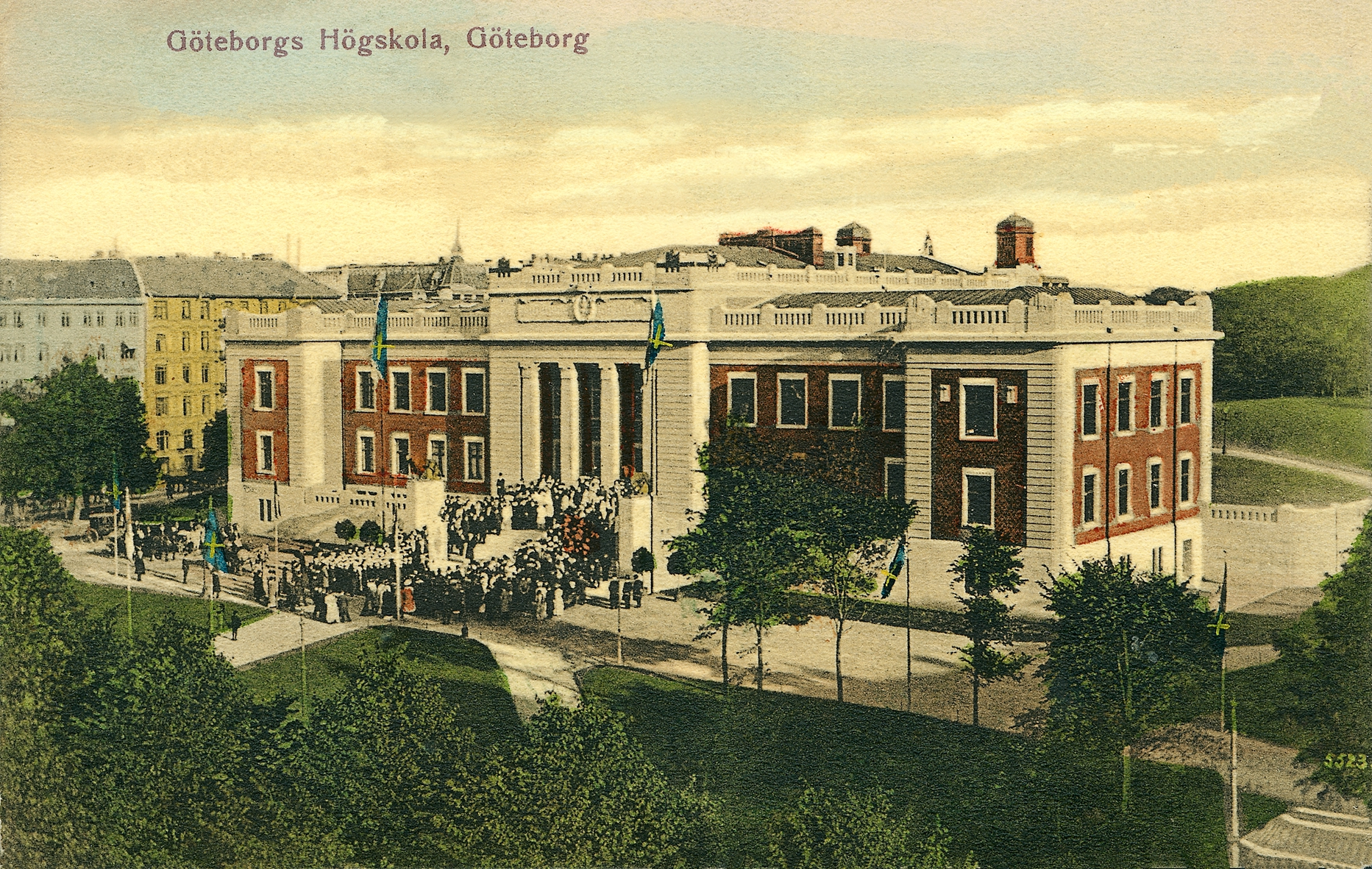
Vykort från dåvarande högskolebyggnadens invigning 1907, vy från Vasaplatsen.

Universitetsbyggnaden i Vasaparken är Göteborgs universitets huvudbyggnad i stadsdelen Lorensberg i Göteborg. Byggnaden invigdes 18–19 september 1907. Huvudbyggnaden är statligt byggnadsminne sedan 18 mars 1993.

## Historia
Den 10 november 1887 beslutade stadsfullmäktige, med 35 röster för och 15 röster emot, att inrätta en högskola i Göteborg enligt villkoren i donationsbrevet av den skotske köpmannen David Carnegie (död 1890). Pådrivande i arbetet var sedan tidigare redaktören för Göteborgs Handels- och Sjöfartstidning (GHT) S.A. Hedlund, Göteborgsköpmannen och donatorn Oscar Ekman samt Sigfrid Wieselgren, notarie vid rådhusrätten och son till domprosten och nykterhetsivraren Peter Wieselgren.
Det högtidliga öppnandet av Göteborgs Högskola ägde rum den 15 september 1891 i enkla, hyrda lokaler i hörnet av Södra Vägen och Parkgatan – tidigare Realskolan eller den så kallade Schillerska skolan. Invigningstalet hölls av ecklesiastikminister Gunnar Wennerberg och elevantalet var femton stycken. Redan 1899 i samband med ett nordiskt lärarmöte i Göteborg, kritiserades de bristfälliga lokalerna och röster höjdes nu för att en egen byggnad skulle ge skolan dess rätta status och göra den synligare för allmänheten. Dåvarande rektorn Johan Vising ansåg att ”det inte bara brast i bekvämlighet, hygien och värdighet utan att lokalerna även började bli för snålt tilltagna”.
Efter det att stadsfullmäktige beslutat om en ny byggnad för stadsbiblioteket, bekostad med 200 000 kronor ur Renströmska fonden, där högskolans rektor Vising suttit som byggnadskommitténs ordförande, tog diskussionerna om ett nybygge fart. Det hela påskyndades ytterligare av att hyreskontraktet för det gamla huset löpte ut 1901. Högskolans siste kvarlevande grundare och donator Oscar Ekman erbjöd sig nu att ensam bekosta hela byggnaden. Rektor Vising fick i uppdrag att göra en kostnadsberäkning, vilken stannade på 450 000 kronor.
I sitt brev till Oscar Ekman den 6 januari 1901 skriver rektor Vising: ”Om konsul Ekman vill giva högskolan det belopp 450 000:- som här är i fråga, är denna gåva så storartad och så vida över allt vad vi hittills vågat drömma om, att det ej kan falla oss in att begära någon som helst ökning av densamma och den är oss så kär och dyrbar, att det skall bliva vår bindande plikt att använda den så, som givaren bestämmer.” Tre dagar senare, den 9 januari, donerade Ekman summan till högskolan under förutsättning att stadsfullmäktige kostnadsfritt upplät en lämplig tomt. 
Planeringsarbetet tog nu vid och rektor Vising kom att inta en ledande roll vid planering och utformning av byggnaden, ingen statlig myndighet var inblandad. De närmaste förebilderna var Lunds och Uppsalas universitetsbyggnader från 1882 respektive 1887.

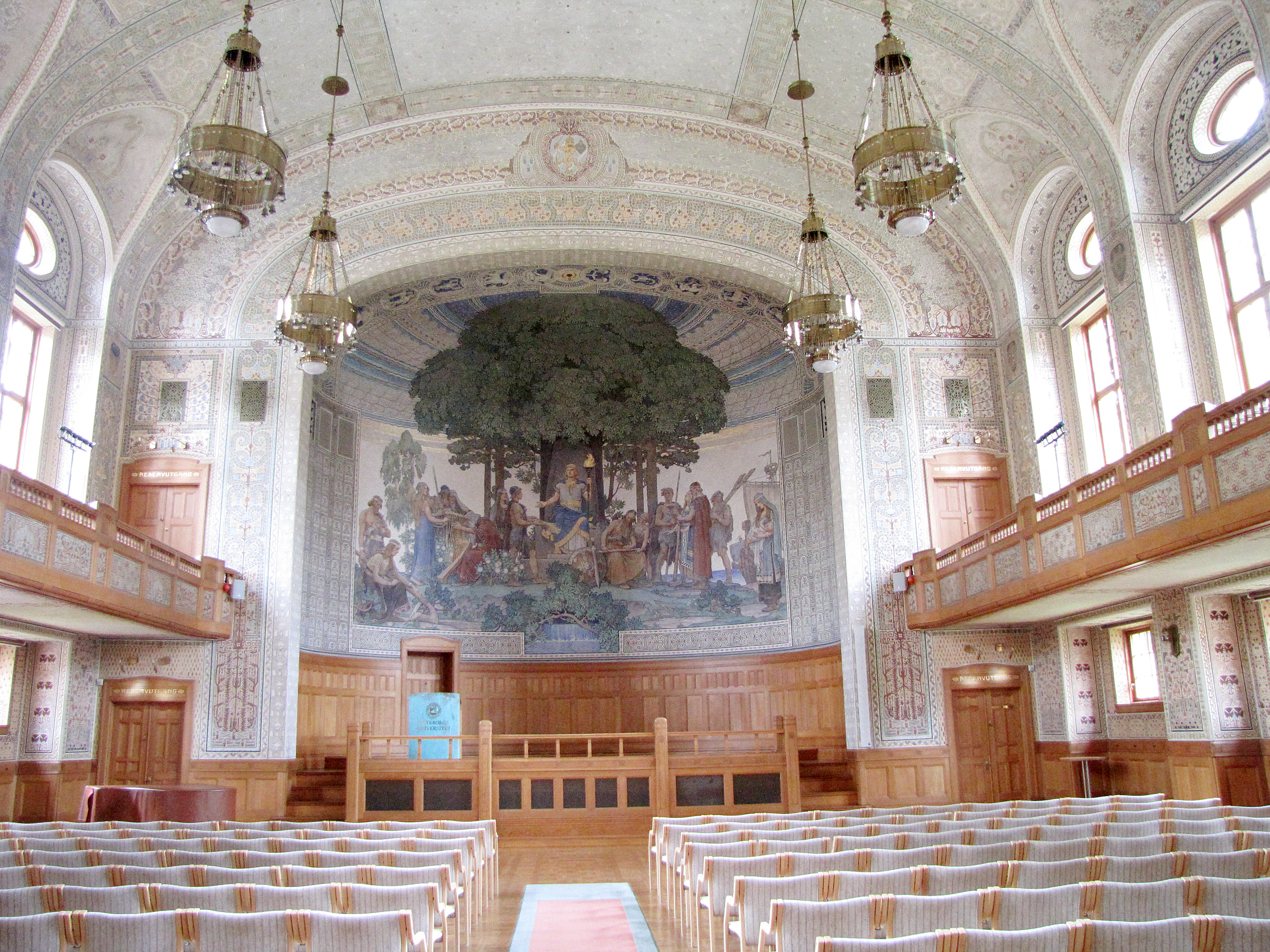
Aulan, rikt ornamenterad och med en väggmålning av Nils Asplund 1907, inspirerad av nordisk mytologi.

### Invigning
Byggnaden invigdes den 18 september 1907 av kronprins Gustaf och i närvaro av bland andra eckelsiastikminister Hugo Hammarskjöld, universitetskansler Fredrik Wachtmeister, ärkebiskop Johan August Ekman samt landshövding Gustaf Lagerbring. Dagen efter installerades professor Vilhelm Lundström samt promoverades fyra doktorer; Gustaf Ekman, C.O. Kock, Edvin Strömberg och J.V. Nyman.

## Byggnaden

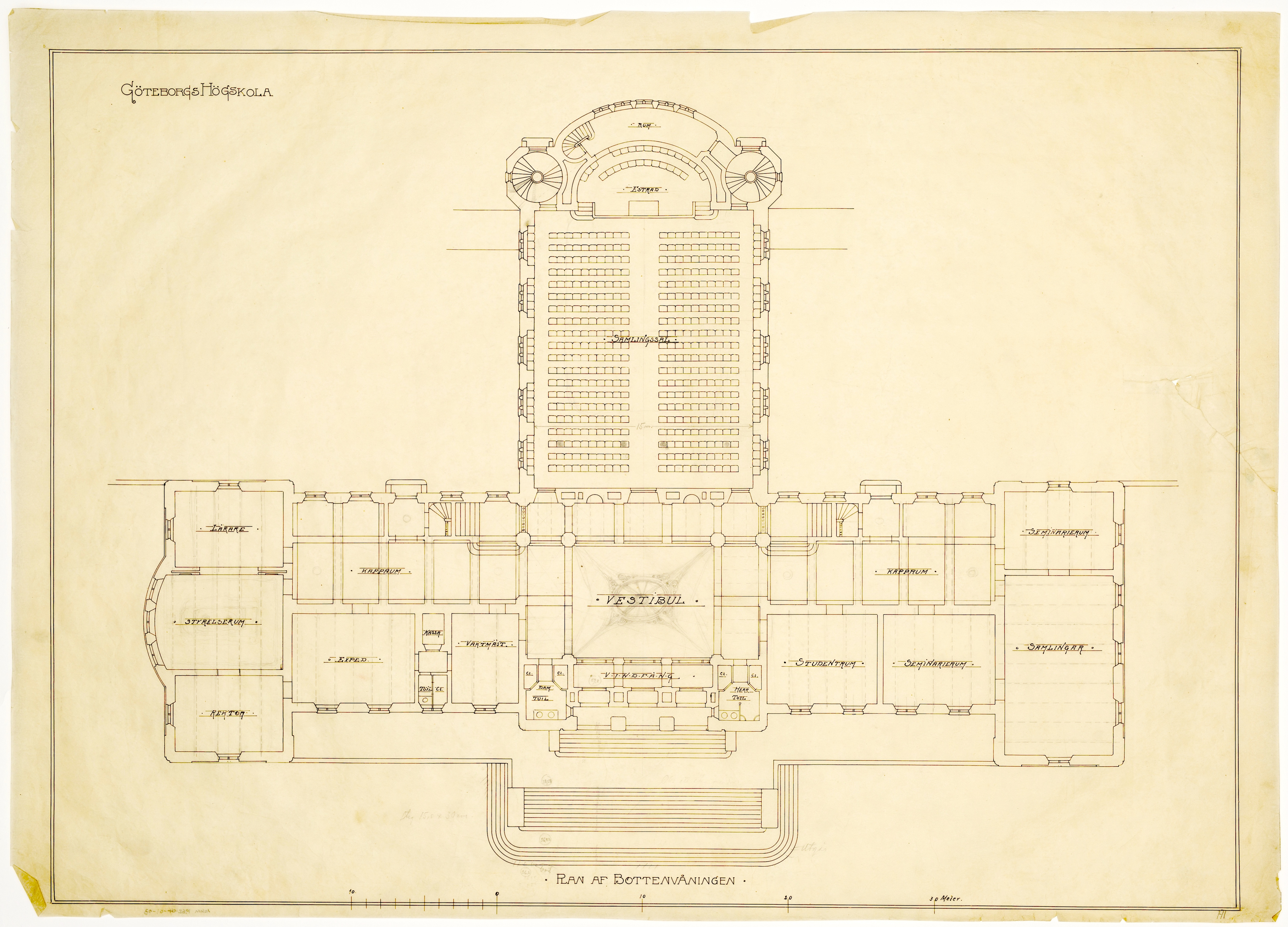
Arkitekternas ritning över byggnaden från 1904.

Byggnaden ritades av arkitekterna Ernst Torulf och Erik Hahr och grundstenen lades den 16 december 1904. Den består av bottenvåning samt två övervåningar, där bottenvåningen är uppförd i grå bohuslänsk granit och de två övervåningarna i tegel med rödbrunt fasadtegel och granitinfattningar.
Aulan fick 1997 Göteborgs hembygdsförbunds byggnadsvårdspris med plakett för förtjänstfull renovering.